# Ed Czerkiewicz
Adolph « Ed » Czerkiewicz (parfois orthographié Czerchiewicz), né le 8 juillet 1912 à West Warwick (Rhode Island) et mort en 1946, était un joueur de football américain.

## Biographie

### Carrière
En 1933, Czerkiewicz commence avec les Pawtucket Rangers en American Soccer League (ASL). Les Rangers perdent en finale de la National Challenge Cup 1934 contre les Stix, Baer and Fuller F.C., et encore en 1935 contre les St. Louis Central Breweries FC. Après la défaite de 1935, Czerchiewicz part chez les New York Americans. Après une saison, il va aux Brooklyn St. Mary's Celtic où il perd la finale de la Challenge Cup. En 1939, Czerkiewicz la remporte enfin lorsqu'ils battent les Chicago Manhattan Beer. Czerkiewicz entre ensuite dans l'U.S. Army pendant la Seconde Guerre mondiale. À la fin de la guerre, il rejoint Pawtucket FC. En 1942, Czerkiewicz perd ses 4 finales de Challenge Cup.

### Équipe nationale
Czerkiewicz joue deux fois avec les USA en 1934. Son premier match est lors d'une victoire 4-2 pour les qualifications du mondial 1934 contre le Mexique le 24 mai 1934, où Ed fait une passe décisive pour le premier but du match d'Aldo Donelli. À la coupe du monde 1934, ils perdent 7-1 contre l'Italie au premier tour du tournoi.

### Nom
Le prénom de Czerkiewicz était Adolph, mais il jouait sous le nom de « Ed ». Il était appelé « Ed », « Eddie » ou « Edward ». L'Armée l'enregistre sous le nom d'Adolph C. Czerkiweicz.